# هروه باک
هروه باک (انگلیسی: Hervé Bacqué؛ زادهٔ ۱۳ ژوئیهٔ ۱۹۷۶) بازیکن فوتبال اهل فرانسه است.
از باشگاه‌هایی که در آن بازی کرده‌است می‌توان به باشگاه فوتبال لوریان، باشگاه فوتبال کوریتیبا، آ.اس موناکو، باشگاه فوتبال مادرول، باشگاه فوتبال لوتون تاون، و باشگاه فوتبال لین اشاره کرد.